# Восхождение на трон
Восхождение на трон (англ. Ascension to the Throne) — компьютерная игра в жанре RPG. Создана компанией DVS, выпущена компанией 1C 26 января 2007 года.
В 2008 году компанией DVS была создана вторая игра серии «Восхождение на трон» — Валькирия: Восхождение на трон.
Появилась на платформе Steam 23 апреля 2014 года.

## Сюжет
Сюжет игры разворачивается в сказочной вселенной. Протагонист Король Александр, правитель страны Айрат, был свергнут с трона древним злом, которое решило уничтожить всё живое. Демон из потустороннего мира с помощью магии хотел уничтожить короля, но вместо этого забросил его в далёкую страну Огантар, где Александр, лишённый всего, будет бороться, чтобы не дать злу уничтожить всё, что он знал. И теперь он направляется обратно, собирая по пути войска, движимый желанием отомстить и вернуть трон.

## Игровой процесс
По своей структуре игра совмещает в себе элементы ролевой игры и пошаговой стратегии. Между боями игрок перемещается по игровому миру, взаимодействует с NPC. Все это, а также вид от третьего лица, система квестов и распределения навыков является проявлением классической RPG.
При вступлении в бой — игра переходит в стратегическую фазу. Бои происходят на том же пространстве, где игрок встретил врага, только разделенном на шестиугольники (иногда движок убирает с этой территории некоторые тяжелые объекты, например замки). Принцип боя идентичен сражениям в играх серии Heroes of Might and Magic, единственное принципиальное отличие — каждый боец занимает отдельный шестиугольник, поэтому нужно учитывать, сколько бойцов сможет нанести удар, и совершенно по-другому думать о блокировании.

## Разработка
Первая информация об игре появилась в 2004 году на КРИ-2004. На тот момент, по мнению некоторых игровых изданий, это был многообещающий проект, способный стать лучшим из отечественных аналогов того времени. Однако, затянувшиеся сроки (игра создавалась более трех лет) критично отразились на качестве конечного продукта. По крайней мере, многие авторитетные издания отмечают низкое качество графики для игры 2007 года (сравнивая с вышедшими в то же время Gothic 3 и The Elder Scrolls IV: Oblivion). Выпуск был объявлен лишь в 2007 году. К этому времени игра потеряла много заявленных разработчиками интересных решений. Например, было решено отказаться от помощников, сопровождающих протагониста в режиме РПГ. В релизе Александр путешествует по миру один, а его армия появляется лишь в режиме боя.
Кроме прочего, было решено отказаться от заявленного ранее деления на классы. Игрок не сможет выбрать, кем быть Александру, магом или воином. Однако оставлена возможность применять заклинания.
Также было принято решение отказаться от прокачки войск. Теперь опыт от ведения боев получает только герой, а сила и опыт его войск не изменяется.

## Саундтрек
Музыкальное оформление игры было подготовлено студией TriHorn Productions и композитором Александром Фалинским.

## Отзывы
| Иноязычные издания    | Иноязычные издания |
| Издание               | Оценка             |
| --------------------- | ------------------ |
| MobyGames             | 63/100             |
| Русскоязычные издания |                    |
| Издание               | Оценка             |
| Absolute Games        | 68 %               |
| PlayGround.ru         | 8,6/10             |
| «Игромания»           | 6,5/10             |
| «Страна игр»          | 7,0/10             |

В среднем, игре были выставлены не самые высокие оценки. Средний рейтинг игры среди печатных российских изданий — 67 %, российские сетевые издания в среднем выставили игре рейтинг 74 %.
Основными минусами игры большинство критиков считают не очень высокое качество графики и недоработанный геймплей.